# Trébons
Trébons – miejscowość i gmina we Francji, w regionie Oksytania, w departamencie Pireneje Wysokie.
Według danych na rok 1990 gminę zamieszkiwało 735 osób, a gęstość zaludnienia wynosiła 72 osób/km² (wśród 3020 gmin regionu Midi-Pireneje Trébons plasuje się na 449. miejscu pod względem liczby ludności, natomiast pod względem powierzchni na miejscu 1070.).